# Newport Jazz Festival

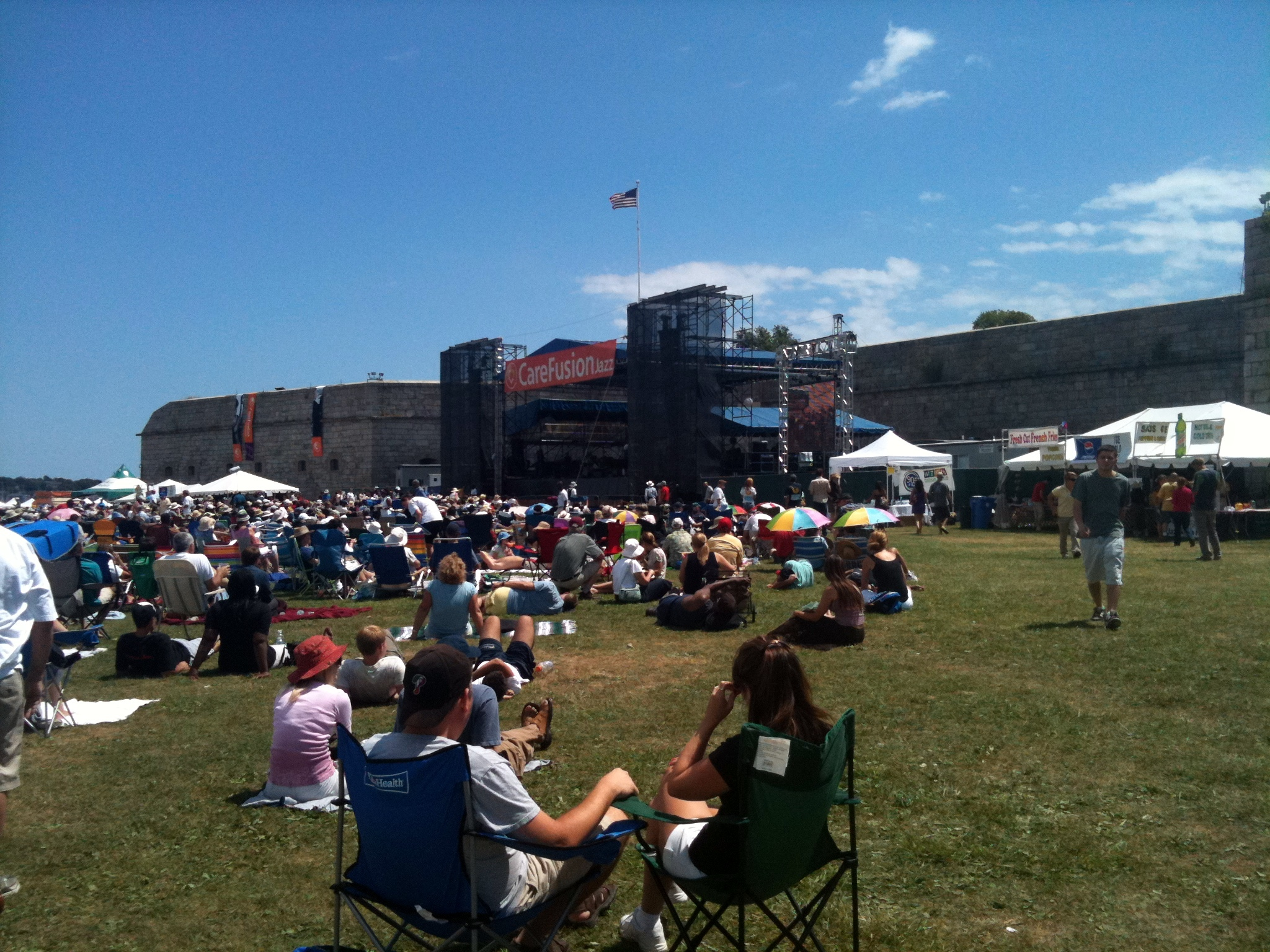
Newport Jazz Festival 2010

Das Newport Jazz Festival ist ein Jazzfestival, das jedes Jahr im Sommer in Newport in Rhode Island stattfindet. Ab den 1970er Jahren fand es auch zusätzlich in New York statt (u. a. unter dem Namen Kool Jazz Festival und JVC Jazz Festival).

## Überblick
Das Newport Jazz Festival wurde 1954 von George Wein ins Leben gerufen und später zusammen mit seiner Frau Joyce Wein und Charlie Bourgeois organisiert. Es fand anfangs üblicherweise an drei bis vier Tagen im Juli statt.
Finanziert wurde das Festival 1954 mit 20.000 Dollar des Ehepaars Elaine Lorillard (1914–2007) und Louis Lorillard, einem Unternehmer aus der Tabakindustrie. Beide wohnten in Newport und kontaktierten Wein, der den Jazzclub Storyville in Boston besaß, um ein Jazzfestival zu organisieren. Sie unterstützten das Festival auch danach finanziell bis 1961. Bis 1960 wurde es auch von der Non-Profit-Organisation Newport Jazz Festival Board geleitet, dem Louis Lorillard vorstand und das auch ab 1959 das Newport Folk Festival veranstalteten. Ab 1962 übernahm eine Gesellschaft von George Wein die Leitung, bis dieser sie Ende der 2000er Jahre wieder einer Non-Profit-Organisation übergab, der er vorstand. Der New Yorker Ableger des Festivals, das spätere JVC Festival, wurde dagegen 2007 von George Wein verkauft und wurde ein Jahr später eingestellt.
Das erste Newport Jazz Festival am 17. Juli 1954 lockte 11.000 Jazz-Fans nach Newport. Es spielten u. a. Dizzy Gillespie, Gerry Mulligan, Eddie Condon und Oscar Peterson.
1957 trat dort auch der Posaunist Marshall Brown mit einer Schülerband aus Long Island auf; er wurde danach Mitglied der Festival-Organisation und erhielt den Auftrag, mit G. Wein nach Europa zu reisen und dort Mitglieder für eine international besetzte Jugendband zu finden. Diese  International Youth Band trat dann von 1958 bis 1960 in Newport auf. In den verschiedenen Ausgaben der Youth Band spielten u. a. Eddie Gomez, Dusko Goykovich, George Gruntz, Roger Guérin, Albert Mangelsdorff, Hans Salomon, Erich Kleinschuster, Jimmy Owens, Gábor Szabó und Jan Wróblewski.
Im Laufe der Zeit kamen alle Jazz-Größen zum Festival, darunter Louis Armstrong (1956–1958, 1960–1963, 1970), Ella Fitzgerald (z. B. 1958), Duke Ellington (besonders 1956, ein großer Erfolg und Wiederbelebung von Ellingtons Karriere), John Coltrane, Miles Davis (der einen enormen Erfolg hatte mit seinem Solo auf Round Midnight 1955), Cannonball Adderley (z. B. 1957, 1961) und Dave Brubeck (z. B. 1958, 1959, 1961), um nur einige zu nennen. Die meisten der frühen Konzerte wurden von Voice of America im Radio übertragen.

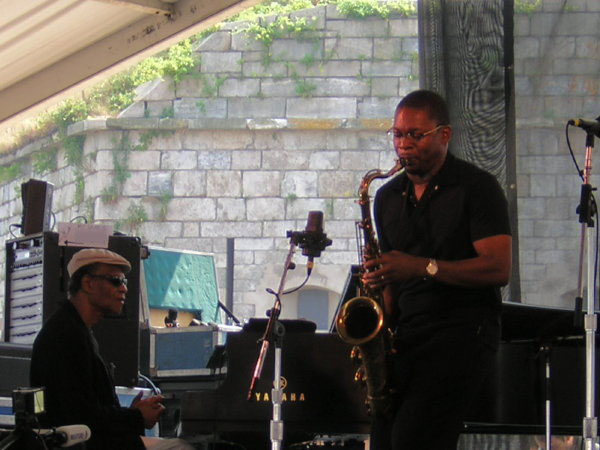
McCoy Tyner und Ravi Coltrane in Newport 2005

Jazz on a Summer’s Day (1960) ist ein Film über das Festival von 1958 von Bert Stern, bei dem so bekannte Größen wie Louis Armstrong, Thelonious Monk, Chuck Berry, Mahalia Jackson, Chico Hamilton, Anita O’Day, Gerry Mulligan u. a. auftraten. Auch vom Festival 1960 existiert ein Fernsehfilm; außerdem wurde 1970 der Film Salute to Louis Armstrong auf dem Festival, einer großen Geburtstagsparty für Armstrong, aufgenommen.
1960 wurde das Festival nach Schlägereien zwischen alkoholisierten, unzufriedenen Jugendlichen, die in großer Zahl angereist waren, aber keine Konzertkarten mehr bekamen, und der Polizei abgebrochen (Newport Riots) und stand auf der Kippe. 1962 konnte George Wein jedoch das Festival fortsetzen, nachdem es 1961 vorübergehend (und mit weniger Erfolg) von Sid Bernstein geleitet wurde, und die Bewohner von Newport in einer Volksabstimmung für einen Erhalt gestimmt hatten (mit 70 % für das Jazzfestival und 60 % für das Folkfestival). 1969 wurde Jazz und Rock zusammen präsentiert (James Brown, B. B. King, John Mayall, Sly Stone), wobei der Jazz in der Minderheit war (Sun Ra, Sunny Murray) und es wiederum zu Ausschreitungen kam. 1971 randalierten Rockfans, die freien Eintritt forderten; Wein lud zu dieser Zeit Rockbands wie Led Zeppelin, Jethro Tull und Blood, Sweat & Tears ein. In den darauffolgenden Jahren wurde das Festival deshalb nach New York verlegt und kehrte erst 1981 zurück, wobei es von da an zwei Parallel-Festivals in New York und Newport gab (das New Yorker Festival nannte sich 1972 bis 1979 Newport Jazz Festival New York und danach nach den Sponsoren Kool Jazz Festival (bis 1985) und JVC Jazz Festival New York, 1984 bis 2008).
Nach der turbulenten Zeit Ende der 1960er Jahre und Anfang der 70er kehrte das Festival zu seinen Jazz-Wurzeln zurück. 2004 wurde das 50. Jubiläum gefeiert, mit einer US-weiten Tour und einer CD-Ausgabe der Höhepunkte des Festivals, kommentiert von George Wein. 2016 übergab Wein die künstlerische Leitung des Festivals an Christian McBride, der auf eine behutsame Modernisierung des Festivals setzt.

## Newport Rebels
Die Kommerzialisierung des Festivals führte im Juli 1960 zu Disputen. Charles Mingus forderte eine Gage ähnlich der des Swing-Veteranen Benny Goodman, der davon allerdings noch seine Big-Band bezahlte. Dies wurde von George Wein nicht akzeptiert, und so riefen Mingus und Max Roach ein alternatives Gegenfestival aus, das sie parallel zum Festival im nahegelegenen „Cliff Walk Manor Hotel“ abhielten. Hier kam es zu Begegnungen mit den Veteranen Jo Jones, Roy Eldridge und Coleman Hawkins, aber auch zu Auftritten von Jon Hendricks sowie der Avantgardisten Don Cherry und Ornette Coleman. Mingus, Kenny Dorham und Abbey Lincoln und andere wurden danach die „Newport Rebels“ genannt. (Auf „Candid“ erschien später ein gleichnamiges Album mit den meisten dieser Musikern.) Die Konzerte hatten allerdings nur etwa 200 Zuhörer und wurden durch die Newport Riots im Medieninteresse in den Hintergrund gedrängt.

## Aufnahmen vom Newport Festival (Auswahl)
- Miles Davis: Round Midnight (Newport 1955)
- Duke Ellington: Ellington at Newport (Newport 1956, mit Paul Gonsalves auf „Diminuendo and Crescendo in Blue“)
- Count Basie: At Newport 1956 (Newport 1956, Basie ist auch 1962 in Newport und begleitet dort 1965 Frank Sinatra)
- Louis Armstrong: Mack The Knife (Newport 1957, Pablo Records)[5]
- Cannonball Adderley Quintett: Live at Newport 1957
- Miles Davis, Thelonious Monk: Miles and Monk at Newport 1958
- Miles Davis: At Newport 1958 (Newport 1958)
- Ella Fitzgerald and Billie Holiday at Newport (Newport 1958 mit Carmen McRae)
- Mahalia Jackson at Newport (Newport 1958)
- Dave Brubeck: Newport 1958 (Newport 1958)
- The International Youth Band: Newport 1958 (Philips)
- Muddy Waters At Newport 1960 (Newport 1960)
- Nina Simone At Newport 1960 (Newport 1960)
- John Lee Hooker: Live at Newport (1960, 1963)
- Herbie Mann: Live at Newport 1963, Standing ovation at Newport 1965, New Mann at Newport 1966
- John Coltrane My Favorite Things: Coltrane at Newport, Impulse (1963, 1965)
- Thelonious Monk: At Newport 1963 & 1965 (ed. 2002)
- Coleman Hawkins: All stars at Newport 1958 (Newport 1957 mit Roy Eldridge)
- Ella Fitzgerald at the Newport Jazz Festival – Live from the Carnegie Hall (wo das Festival 1973 stattfand)
- Happy Birthday Newport: 50 Swinging Years - Columbia Legacy 2004 (3 CD, Kompilation von Höhepunkten, mit der 1955 Aufnahme von Miles Davis Round Midnight)